# Verde (heráldica)
Em heráldica, verde, sinopla, ou vert é um esmalte desta cor. É um dos cinco esmaltes escuros. Vert é representado em gravuras a preto e branco por linhas descendentes num ângulo de 45º da dextra superior para a sinistra inferior, ou abreviando; vt..
Embora o termo vert seja utilizado, este esmalte tem sido referenciado em português como "sinopla", ou também igual ao francês, "sinople", pelo menos desde 1415, em referência à cidade de Sinope. Vert é a palavra francesa para verde, no entanto sinople era uma cor "vermelha" de uma tinta mineral da qual adquiriu o nome. Não é claro o motivo pelo qual o significado da palavra em francês mudou.
Sinopla pode representar esmeraldas ou Vénus.

## Exemplos de utilização

### Heráldica
- Armas imaginárias do rei Meliodas de Lyonesse
(De verde pleno)
- Armas do município de Castro Verde, Portugal
(Castelo de verde)
- Armas do município de Sant Julià de Ramis, Catalunha
(Pala de verde, acompanhada de dois ramos de azinheira do mesmo)
- Armas da Universidade de Leeds, Inglaterra
(Campo de verde)

### Vexilologia
- Bandeira do Brasil
- Jaque do Serviço Naval Irlandês
- Estandarte do Presidente da República Portuguesa
- Bandeira do Paquistão